# Kachinayakanahalli, Sidlaghatta
Kachinayakanahalli là một làng thuộc tehsil Sidlaghatta, huyện Chikkaballapur, bang Karnataka, Ấn Độ.